# Paulina de Metternich
La princesa Paulina Clementina de Metternich-Winneburg, nascuda Pauline Clémentine Marie Walburga Sándor de Szlavnicza (25 de febrer de 1836 - 18 de setembre de 1921 a Viena) va ser una aristòcrata important en les corts de París i Viena, així com mecenes dels compositors Richard Wagner i Bedřich Smetana.

## Biografia

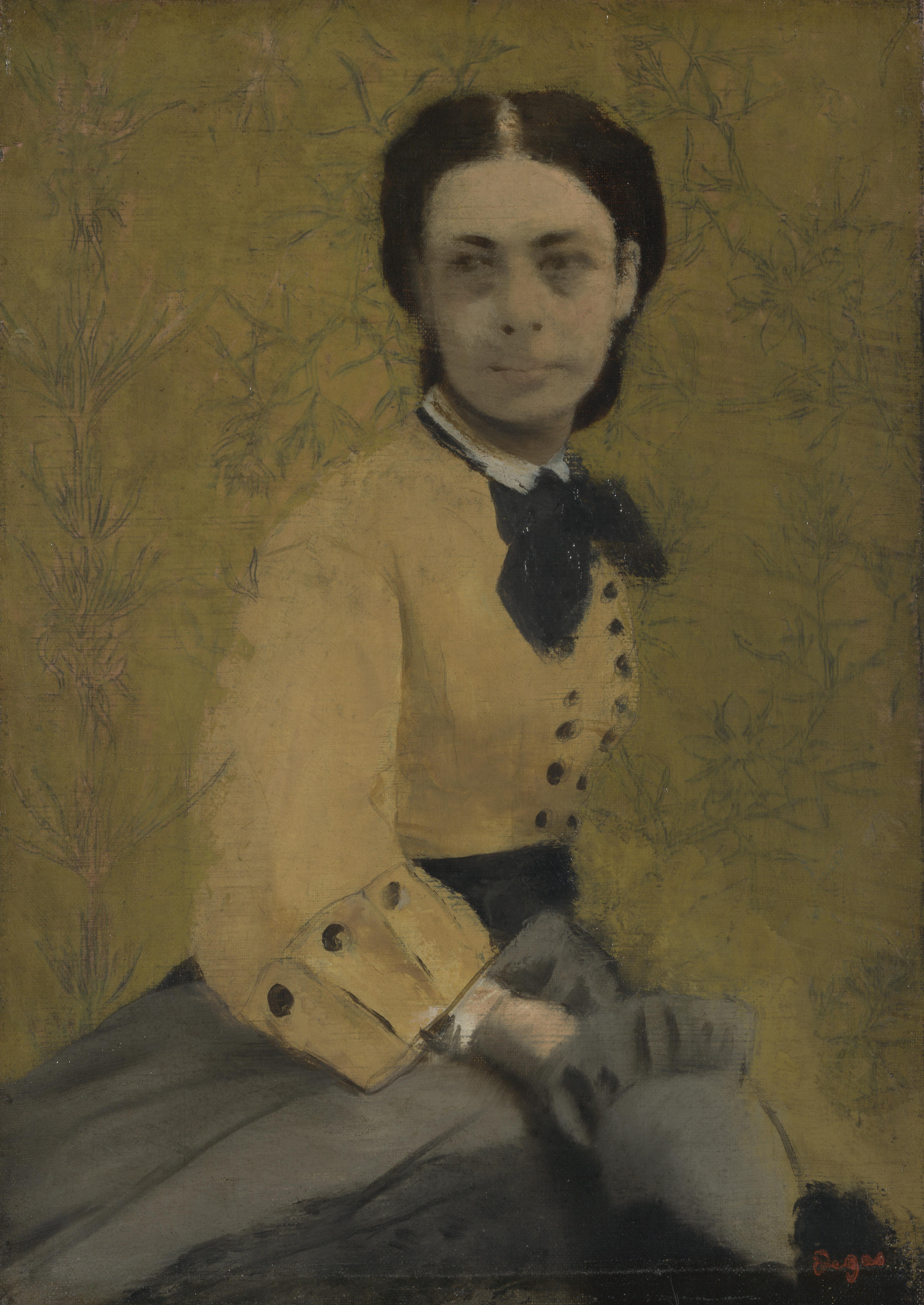
La princesa paulina de Metternich, retratada per Edgar Degas cap a 1865 (National Gallery de Londres).

Paulina de Metternich va néixer en el si d'una família de la noblesa hongaresa. La seva mare era filla del diplomàtic austríac Klemens von Metternich, conegut per organitzar la Santa Aliança i establir els Decrets de Karlsbad. Va passar la major part de la seva infància a Viena, on va ser testimoni de les revolucions de 1848. El 1856 es va casar amb el príncep Ricard, que era al seu torn fill de Klemens von Metternich, per la qual cosa Paulina va ser neboda del seu propi espòs. La parella va tenir tres plançons.
Paulina va acompanyar al seu marit durant diverses missions diplomàtiques en les corts reals de Dresden i París, on van viure entre 1859 i 1870. Allí, va ser amiga propera i confident d'Eugenia de Montijo, esposa de l'Emperador de França Napoleó III, a la qual ajudaria a fugir a Gran Bretanya després de la Guerra Franco-Prussiana. A més, va ser Paulina qui li va presentar al dissenyador Charles Frederick Worth, precursor de l'alta costura, la qual cosa suposaria l'enlairament de la carrera d'est.
La princesa va marcar tendències tant en la cort vienesa com en la parisenca: així, ensenyava a patinar als nobles i a fumar a les dames. Va conèixer i va mantenir correspondència amb molts compositors (per exemple Richard Wagner, Franz Liszt, Charles Gounod i Camille Saint-Saëns) i escriptors (com Prosper Mérimée i Alexandre Dumas). Va tractar de popularitzar a París la música de Wagner i va fer el mateix a Viena amb la de Smetana. Va ser la responsable de l'estrena a París el 1861 de l'òpera de Wagner Tannhäuser —que va resultar un notable fiasco en cancel·lar-se després de només tres actuacions—, i gràcies a ella es va poder estrenar a Viena l'òpera còmica de Smetana "La núvia venuda".
També va fundar un saló literari a Viena, va organitzar representacions amateur de diferents òperes (en alguna de les quals va arribar fins i tot a cantar) i va escriure dos llibres de memòries: Gesehenes, geschehenes, erlebtes en alemany i Éclairs du passé en francès. Tots dos van ser publicats de forma pòstuma. Després d'haver viscut l'auge i la caiguda dels imperis austríac i francès, Paulina va morir el 1921 a la seva ciutat natal, on el poble la va recordar parodiant una coneguda polka de Johann Strauss (fill):
| 's gibt nur a Kaiserstadt, | Solament hi ha una Ciutat Imperial, |
| 's gibt nur a Wien!        | solament hi ha una Viena!           |
| 's gibt nur a Fürstin,     | Solament hi ha una princesa:        |
| d'Mettenich Paulin!        | Paulina de Metternich!              |